# 渡部俊也
渡部 俊也（わたなべ としや、1959年9月26日 - ）は、日本の材料化学者。東京大学執行役・副学長、東京大学先端科学技術研究センター教授、日本知財学会会長。

## 経歴
- 1959年 - 東京都で生まれる。
- 1988年 - 東京都立戸山高等学校卒業[2]
- 1984年
  - 東京工業大学 無機材料工学専攻 修士課程修了[3]
  - TOTO株式会社入社。
- 1994年 - 同大学無機材料工学専攻 博士課程修了（工学博士）（論文タイトルは『TiO[2]を添加したアルミナセラミックスの静電的性質とその応用に関する研究』[4]）
- 1998年 - 東京大学先端科学技術研究センター 機能性科学材料 客員教授[3]
- 2001年 - 東京大学先端科学技術研究センター 教授[3]
- 2006年 - 4月、同大学 国際・産学共同研究センター 副センター長
- 2007年 - 4月、同大学 国際・産学共同研究センター センター長
- 2012年 - 4月、同大学 未来ビジョン研究センター 教授[5]
- 2014年 - 4月、同大学 産学協創推進本部 本部長[5]
- 2016年 - 4月、同大学 執行役・副学長[5]
- 2021年 - 4月、経済産業省AI原則の実践の在り方検討会委員[5]
- 2021年 - 6月、Zホールディングスデジタル広告事業に関する情報開示の在り方検討会委員[5]
- 2021年 - 11月、デジタル庁プラットフォームにおけるデータ取扱いルールの実装に関するサブワーキンググループ主査、内閣官房経済安全保障法制準備室経済安全保障法制に関する有識者会議委員[5]

## その他経歴
- 東京理科大学 専門職大学院 イノベーション研究科 知的財産戦略専攻 客員教授
- 九州大学 ビジネススクール非常勤講師
- 一般社団法人日本知財学会理事（会長）[6]
- 経済産業省産業構造審議会委員

## 受賞歴
- Innovation in Real Material Awards 1998[5]
- DR. Ulrich Awards 1999[5]
- 日経BP技術賞 1999[5]
- 日経Biz Tech 賞 2002[5]
- 特許庁長官奨励賞 2005[5]
- 九州地方発明表彰 2005[5]
- 山崎貞一賞 2006[5]
- 恩賜発明賞 2006[5]
- 表面技術協会論文賞 2007[5]
- 産学官連携功労者表彰内閣総理大臣賞 2008[5]
- 日本セラミックス協会学術賞 2009[5]